# Sztálingrád Védelméért emlékérem
A Sztálingrád Védelméért emlékérem (oroszul: Медаль «За оборону Сталинграда», transzliteráció: Za oboronu Sztalingrada) második világháborús szovjet katonai kitüntetés, melyet 1942. december 22-én alapítottak.

## Az elismerésről
A kitüntetés annak állít emléket, hogy a németek és szövetségeseik elleni harcban Sztálingrád ostrománál milyen hősies helytállást tanúsítottak a tágabb értelemben a hazájukat, szűkebb értelemben a városukat védő katonák és civilek 1942. július 12. és november 19. között.
A kitüntetést a mellkas bal oldali részén lehetett viselni. Sorrendjét tekintve megelőzte a Szevasztopol Védelméért emlékérem és az attól magasabb elismerések, valamint közvetlenül követte a Kijev Védelméért emlékérem.

## Kinézete

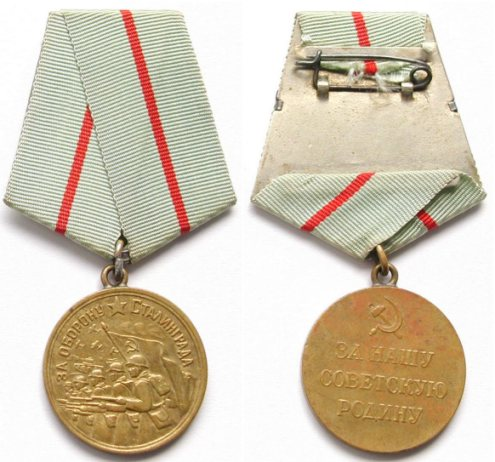
A medália elöl- és hátulnézeti képe.

Az érdemérem előlapján vörös zászló alatt szegezett szuronnyal vonuló vörös katonák láthatóak. Körkörös orosz nyelvű felirat «ЗА ОБОРОНУ СТАЛИНГРАДА» fordítása Sztálingrád védelméért és a felirat közepén egy ötágú csillag díszítés található.
A hátoldalon olvasható felirat «ЗА НАШУ СОВЕТСКУЮ РОДИНУ» fordítása a szovjet hazánkért. A felirat felett középen sarló és kalapács látható. Az érme minden felirata és képe domború. 1995. január 1.-ig összesen 759 560 fő részesült ebben a kitüntetésben és egyfajta veterán szovjet katonai kitüntetéssé is vált emiatt.
Az érme sárgarézből készült alakja szabályos kör, melynek átmérője 32 mm. Az érme minden felirata és képe domború. Az éremhez tartozó szalagsáv 24 milliméter széles. Színe moaré fehér a közepében egy vékony két milliméter szélességű piros sáv fut végig.
Hasonlóan a Szovjetunió által adományozott kitüntetések nagy részéhez már nem adományozható, viszont a gyűjtők körében nagy becsben tartott, népszerű darab, emiatt kereskednek is vele.

## Fordítás
- Ez a szócikk részben vagy egészben  a   Medal for the Defence of Stalingrad című angol Wikipédia-szócikk ezen változatának fordításán alapul.  Az eredeti cikk szerkesztőit annak laptörténete sorolja fel. Ez a jelzés csupán a megfogalmazás eredetét és a szerzői jogokat jelzi, nem szolgál a cikkben szereplő információk forrásmegjelöléseként.